# Іст-Лорінбург (Північна Кароліна)
Іст-Лорінбург (англ. East Laurinburg) — місто (англ. town) в США, в окрузі Скотленд штату Північна Кароліна. Населення — 234 особи (2020).

## Географія
Іст-Лорінбург розташований за координатами 34°46′9″ пн. ш. 79°26′42″ зх. д. / 34.76917° пн. ш. 79.44500° зх. д. (34.769077, -79.445009).  За даними Бюро перепису населення США в 2010 році місто мало площу 0,49 км², уся площа — суходіл.

## Демографія
Згідно з переписом 2010 року, у місті мешкало 300 осіб у 114 домогосподарствах у складі 81 родини. Густота населення становила 612 осіб/км².  Було 132 помешкання (269/км²).
Расовий склад населення:
| - 60,0 % — білих - 20,3 % — чорних або афроамериканців - 15,0 % — корінних американців |

До двох чи більше рас належало 4,7 %. Частка іспаномовних становила 1,3 % від усіх жителів.
За віковим діапазоном населення розподілялося таким чином: 22,7 % — особи молодші 18 років, 61,3 % — особи у віці 18—64 років, 16,0 % — особи у віці 65 років та старші. Медіана віку мешканця становила 41,7 року. На 100 осіб жіночої статі у місті припадало 85,2 чоловіків;  на 100 жінок у віці від 18 років та старших — 77,1 чоловіків також старших 18 років.
Середній дохід на одне домашнє господарство  становив 51 967 доларів США (медіана — 28 214), а середній дохід на одну сім'ю — 41 448 доларів (медіана — 30 500). Медіана доходів становила 28 036 доларів для чоловіків та 28 500 доларів для жінок. За межею бідності перебувало 29,5 % осіб, у тому числі 41,9 % дітей у віці до 18 років та 11,5 % осіб у віці 65 років та старших.
Цивільне працевлаштоване населення становило 106 осіб. Основні галузі зайнятості: виробництво — 21,7 %, освіта, охорона здоров'я та соціальна допомога — 17,0 %, транспорт — 15,1 %, науковці, спеціалісти, менеджери — 14,2 %.